# Sociedad Deportiva España
El Sociedad Deportiva España fue un antiguo equipo de fútbol profesional de Quito, Provincia de Pichincha, Ecuador. Fue fundado el 25 de noviembre de 1951 por un grupo de jóvenes, quiteños, más un cayambeño por excepción, inspirados por los primeros mundiales de fútbol pero especialmente por el atildado fútbol español con la presencia del embajador de España en Quito. El Equipo adoptó los colores rojo, amarillo y azul oscuro para participar en los primeros campeonatos interbarriales de Quito. Luego de jugar los Campeonatos Nacionales de 1960 a 1962. Luego de 11 años el club desapareció y le cedió la franquicia al Club Deportivo Politécnico en 1963.

## Estadio

### Partidos Históricos
| Fecha               | Rival         | Resultado | Ciudad |
| ------------------- | ------------- | --------- | ------ |
| 13 de mayo de 1956  | Bonsucesso FC | 1:0       | Quito  |
| 21 de junio de 1959 | São Paulo     | 2:1       | Quito  |

## Palmarés

### Torneos nacionales
- Subcampeón Profesional Interandino (3): 1958, 1959, 1961.